# Robin Packalen

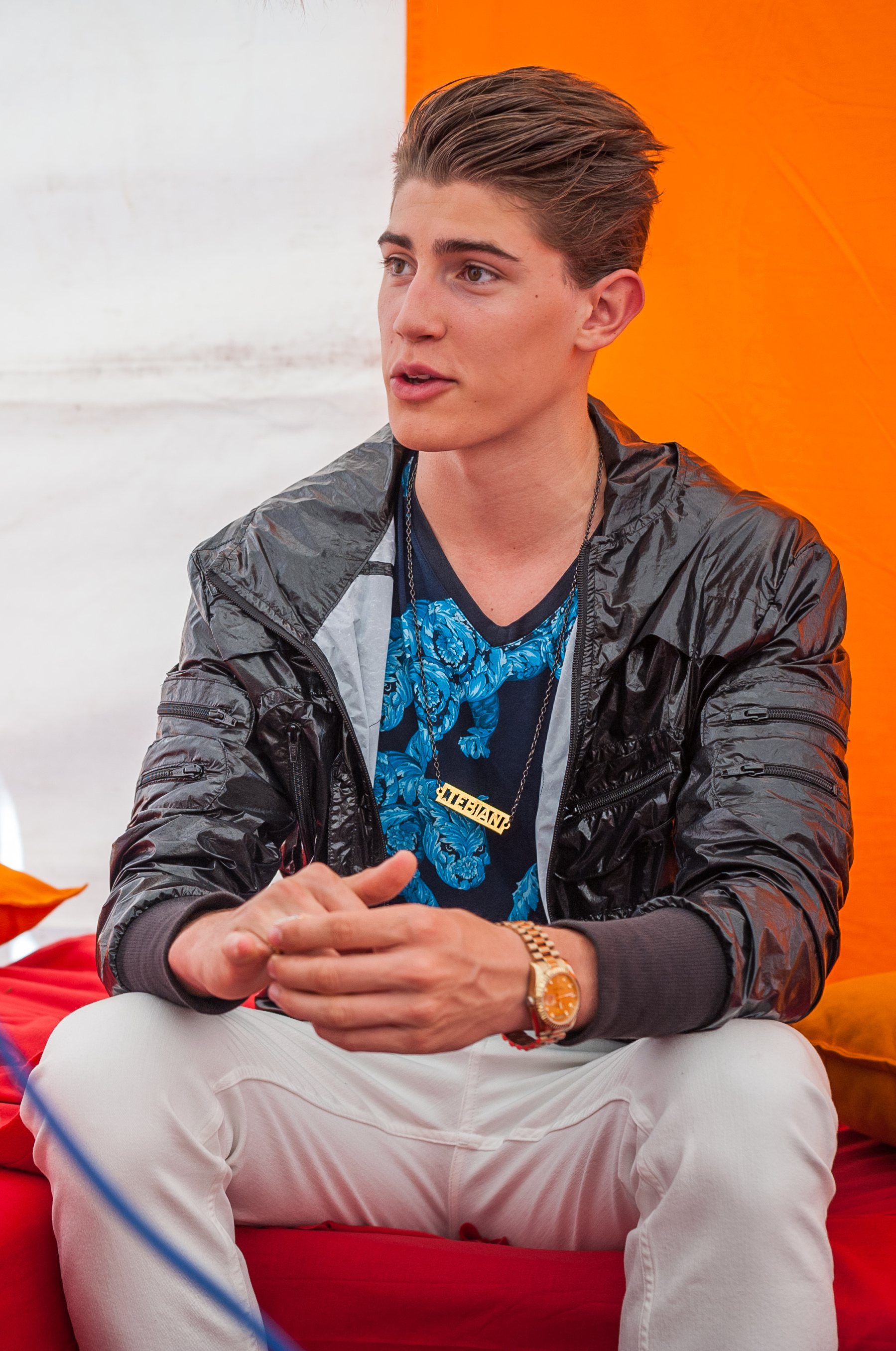
Robin (2015)

Robin Packalen (* 24. August 1998 in Turku), früher nur als Robin bekannt, ist ein finnischer Popsänger.

## Biografie

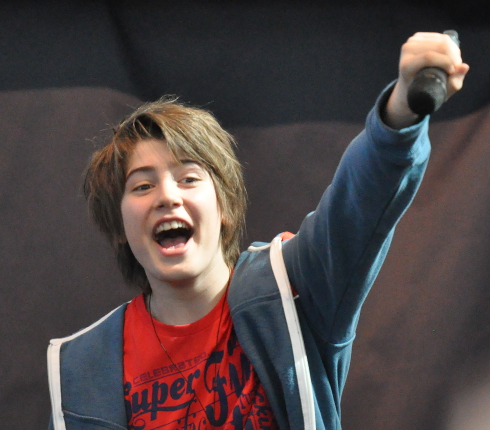
Robin mit 13 Jahren (2012)

Bereits mit zehn Jahren gewann Packalen den finnischen Nachwuchswettbewerb Staraskaba der Zeitschrift Stara. Im Jahr darauf nahm er am New Wave Song Contest in Moskau teil, der vor großem Fernsehpublikum stattfand. Universal Music nahm den Nachwuchssänger unter Vertrag und in den folgenden Jahren veröffentlichte Robin mehrere Videos über seinen YouTube-Channel, die teilweise sechsstellige Zugriffszahlen erreichten. 2011 wurde das Album Koodi mit finnischsprachigen Liedern aufgenommen. Vorab wurde der Song Frontside Ollie veröffentlicht, der bis Ende Januar 2012 bei YouTube etwa 3,5 Millionen Mal abgerufen wurde. Er stieg auf Platz 5 der finnischen Charts ein und erreichte in der zweiten Woche Platz 1. Insgesamt vier Wochen hatte das Lied die Spitzenposition inne. Das Lied wurde mit Gold ausgezeichnet und das Album, obwohl es nicht in den Charts notiert wurde, verkaufte sich über die Zeit mehr als 100.000 Mal und bekam 3-fach-Platin.
Im September folgte Puuttuva palanen, eine Single zusammen mit dem Rapper Brädi, der selbst gerade einen Nummer-eins-Hit gehabt hatte. Kurz darauf wurde bereits Robins zweites Album Chillaa veröffentlicht. Es stieg auf Platz 1 der Albumcharts ein und erreichte 3-fach-Platin-Status.
2013 meldete sich Robin mit der Single Boom kah zurück, die er mit den Rappern Mikael Gabriel und Uniikki aufnahm. Sie war die Vorabveröffentlichung zu dem gleichnamigen Album, das im Oktober auf Platz zwei der finnischen Charts einstieg. Noch im selben Monat veröffentlichte er den Song Erilaiset, der das offizielle Lied zum finnischen Red Nose Day war. Als dieser sein zweiter Nummer-eins-Hit wurde, stieg auch das Album bis an die Chartspitze und blieb dort mit Unterbrechungen sieben Wochen. Außerdem wurde es mit Doppelplatin ausgezeichnet. Als im März 2014 ein Remixalbum von Boom Kah mit dem Titel Boombox erschien, erreichte es ebenfalls Platz 1.
Das vierte Studioalbum von Robin in vier Jahren hieß in Anspielung auf sein Alter 16. Im Herbst 2014 stand er damit zum vierten Mal auf Platz 1 der Albumcharts und mit der Single Kesärenkaat hatte er seinen dritten Nummer-eins-Hit, zwei weitere Albumsongs erreichten die Top 10.
Im Frühjahr 2015 hatte er mit Kipinän hetki zusammen mit dem Rapper Elastinen einen Nummer-3-Hit. Sein nächstes Album Yhdessä im Herbst desselben Jahres bestand fast ausschließlich aus Kollaborationen, bei zwei Liedern waren sogar andere Musiker als Hauptinterpret genannt. Trotz zwei weiteren Top-10-Singles verpasste das Album zunächst Platz 1. Erst ein halbes Jahr später, als eine Super-Deluxe-Version mit einer Konzert-DVD und einem neuen Song erschien, kam Robin doch noch zu seinem fünften Nummer-eins-Album.
2017 nahm Robin an Vain elämää, der finnischen Version von Sing meinen Song, teil. Mit vier Coverversionen kam er in die Charts: Rakkaus on lumivalkoinen von Olli Lindholm, Kymmenen kirosanaa von Irina Saari, Hollywood Hills von Sunrise Avenue und En mielestäin sua saa von Laura Voutilainen.

## Diskografie

### Alben

#### Studioalben
| Jahr | Titel           | Höchstplatzierung, Gesamtwochen, AuszeichnungChartsChartplatzierungen (Jahr, Titel, Platzierungen, Wochen, Auszeichnungen, Anmerkungen) | Anmerkungen                                                                             |
| Jahr | Titel           | FI | Anmerkungen                                                                             |
| ---- | --------------- | --- | --------------------------------------------------------------------------------------- |
| 2012 | Koodi           | FI— ×3DreifachplatinFI | Erstveröffentlichung: 22. Februar 2012 Verkäufe: + 110.000                              |
| 2012 | Chillaa         | FI1 ×3Dreifachplatin · (32 Wo.)FI | Erstveröffentlichung: 5. Oktober 2012 Verkäufe: + 70.000                                |
| 2013 | Boom Kah        | FI1 ×3Dreifachplatin · (34 Wo.)FI | Erstveröffentlichung: 4. Oktober 2013                                                   |
| 2014 | 16              | FI1 ×2Doppelplatin · (36 Wo.)FI | Erstveröffentlichung: 22. September 2014                                                |
| 2015 | Yhdessä         | FI1 Platin · (76 Wo.)FI | Erstveröffentlichung: 9. Oktober 2015 erst 2016 in der Super-Deluxe-Version auf Platz 1 |
| 2020 | Rest in Beat PM | FI46 (1 Wo.)FI | Erstveröffentlichung: 18. Dezember 2020 EP                                              |
| 2021 | Rest in Beat AM | FI27 (1 Wo.)FI | Erstveröffentlichung: 15. Oktober 2021                                                  |
| 2024 | Punasel         | FI5 (… Wo.)FI | Erstveröffentlichung: 28. November 2024                                                 |

#### Livealben
| Jahr | Titel               | Höchstplatzierung, Gesamtwochen, AuszeichnungChartsChartplatzierungen (Jahr, Titel, Platzierungen, Wochen, Auszeichnungen, Anmerkungen) | Anmerkungen                                            |
| Jahr | Titel               | FI | Anmerkungen                                            |
| ---- | ------------------- | --- | ------------------------------------------------------ |
| 2015 | 16 – Stadion Deluxe | FI7 (19 Wo.)FI | Erstveröffentlichung: 20. März 2015 Liveversion von 16 |

#### Remixalben
| Jahr | Titel   | Höchstplatzierung, Gesamtwochen, AuszeichnungChartsChartplatzierungen (Jahr, Titel, Platzierungen, Wochen, Auszeichnungen, Anmerkungen) | Anmerkungen                                                   |
| Jahr | Titel   | FI | Anmerkungen                                                   |
| ---- | ------- | --- | ------------------------------------------------------------- |
| 2014 | Boombox | FI1 (19 Wo.)FI | Erstveröffentlichung: 11. März 2014 Remixversion von Boom Kah |

#### Kompilationen
| Jahr | Titel                      | Höchstplatzierung, Gesamtwochen, AuszeichnungChartsChartplatzierungen (Jahr, Titel, Platzierungen, Wochen, Auszeichnungen, Anmerkungen) | Anmerkungen                            |
| Jahr | Titel                      | FI | Anmerkungen                            |
| ---- | -------------------------- | --- | -------------------------------------- |
| 2017 | Me tehtiin tää – 2012–2017 | FI3 (45 Wo.)FI | Erstveröffentlichung: 27. Oktober 2017 |

### Singles
| Jahr | Titel Album                                    | Höchstplatzierung, Gesamtwochen, AuszeichnungChartsChartplatzierungen (Jahr, Titel, Album, Platzierungen, Wochen, Auszeichnungen, Anmerkungen) | Anmerkungen |
| Jahr | Titel Album                                    | FI | Anmerkungen |
| --- | ---------------------------------------------- | --- | --- |
| 2012 | Frontside Ollie Koodi                          | FI1 Gold · (13 Wo.)FI | Erstveröffentlichung: 16. Januar 2012                                                                           |
| 2012 | Puuttuva palanen Chillaa                       | FI4 (10 Wo.)FI | Erstveröffentlichung: 12. September 2012 feat. Brädi                                                            |
| 2013 | Boom Kah                                       | FI4 (10 Wo.)FI | Erstveröffentlichung: 30. August 2013 feat. Mikael Gabriel & Uniikki                                            |
| 2013 | Erilaiset Boom Kah                             | FI1 (7 Wo.)FI | Erstveröffentlichung: 16. Oktober 2013                                                                          |
| 2014 | Kesärenkaat 16                                 | FI1 (10 Wo.)FI | Erstveröffentlichung: 1. Juni 2014                                                                              |
| 2014 | Parasta just nyt 16                            | FI7 (6 Wo.)FI | Erstveröffentlichung: 12. August 2014 feat. Nikke Ankara                                                        |
| 2014 | Kuvitellaan 16                                 | FI18 (1 Wo.)FI | |
| 2015 | Sua varten 16                                  | FI9 (1 Wo.)FI | Erstveröffentlichung: 14. Februar 2015                                                                          |
| 2015 | Kipinän hetki –                                | FI3 (9 Wo.)FI | Erstveröffentlichung: 17. April 2015 feat. Elastinen                                                            |
| 2015 | Yö kuuluu meille Yhdessä                       | FI9 (3 Wo.)FI | Erstveröffentlichung: 4. September 2015 feat. Santa Cruz, Nikke Ankara, Brädi & Jussi 69                        |
| 2015 | Milloin nään sut uudestaan? Yhdessä            | FI4 (2 Wo.)FI | Erstveröffentlichung: 5. Oktober 2015 feat. Kasmir                                                              |
| 2016 | Miten eskimot suutelee? Yhdessä                | FI14 (3 Wo.)FI | Erstveröffentlichung: 29. Januar 2016 feat. Sanni                                                               |
| 2016 | Jotain aitoo –                                 | FI16 (1 Wo.)FI | Erstveröffentlichung: 4. November 2016                                                                          |
| 2017 | Hula Hula –                                    | FI5 (17 Wo.)FI | Erstveröffentlichung: 23. März 2017 feat. Nelli Matula                                                          |
| 2017 | Rakkaus on lumivalkoinen Vain Elämää – Kausi 6 | FI3 (6 Wo.)FI | Erstveröffentlichung: 21. April 2017 Original: Olli Lindholm                                                    |
| 2017 | Kymmenen kirosanaa Vain Elämää – Kausi 6       | FI3 (6 Wo.)FI | Erstveröffentlichung: 11. Mai 2017 Original: Irina Saari                                                        |
| 2017 | Hollywood Hills Vain Elämää – Kausi 6          | FI18 (1 Wo.)FI | Erstveröffentlichung: 26. Mai 2017 Original: Sunrise Avenue                                                     |
| 2017 | En mielestäin sua saa Vain Elämää – Kausi 6    | FI20 (1 Wo.)FI | Erstveröffentlichung: 1. Juni 2017 Original: Laura Voutilainen                                                  |
| 2017 | Me tehtiin tää Me tehtiin tää – 2012–2017      | FI1 (9 Wo.)FI | Erstveröffentlichung: 23. August 2017                                                                           |
| 2019 | I’ll Be with You –                             | FI3 (2 Wo.)FI | Erstveröffentlichung: 22. Februar 2012 mit Kovee & Joznez                                                       |
| 2020 | Benefits –                                     | FI15 (1 Wo.)FI | Erstveröffentlichung: 12. Juni 2020                                                                             |
| 2021 | Hard to Love –                                 | FI19 (1 Wo.)FI | Erstveröffentlichung: 26. März 2021 feat. Alex Mattson                                                          |
| 2022 | Ohikiitävää –                                  | FI14 (2 Wo.)FI | Erstveröffentlichung: 15. April 2022 Original: Juha Tapio (2005) Beitrag zu einer Sonderausgabe von Vain elämää |
| 2022 | Ihana kipu –                                   | FI1 (20 Wo.)FI | Erstveröffentlichung: 28. Oktober 2022 mit Viivi                                                                |
| 2023 | Kolmistaan –                                   | FI7 (3 Wo.)FI | Erstveröffentlichung: 16. Juni 2023 feat. Ege Zulu                                                              |
| 2023 | Sinä 4ever –                                   | FI4 (7 Wo.)FI | Erstveröffentlichung: 29. September 2023 Beitrag zur 14. Staffel von Vain elämää                                |
| 2023 | Ime huiluu –                                   | FI33 (2 Wo.)FI | Erstveröffentlichung: 6. Oktober 2023 Beitrag zur 14. Staffel von Vain elämää                                   |
| 2024 | Kuumilla hiilillä Punasel                      | FI5 (5 Wo.)FI | Erstveröffentlichung: 25. Januar 2024                                                                           |
| 2024 | Häitä pidelly Punasel                          | FI2 (30 Wo.)FI | Erstveröffentlichung: 30. Mai 2024 mit Tupe                                                                     |
| 2024 | Täydellinen ex Punasel                         | FI5 (5 Wo.)FI | Erstveröffentlichung: 26. September 2024                                                                        |
| 2025 | Leijonanruokaa –                               | FI14 (4 Wo.)FI | Erstveröffentlichung: 21. Februar 2025 mit Aliisa Syrjä                                                         |
| 2025 | Unelmavävy –                                   | FI19 (… Wo.)FI | Erstveröffentlichung: 3. Juli 2025                                                                              |
| Folgende Lieder erschienen nicht als Single, wurden aber durch das Album zum Download und Streaming bereitgestellt und konnten somit eine Platzierung erlangen: |                                                | | |
| |                                                | | |
| 2024 | Punasel                                        | FI15 (1 Wo.)FI | |

Weitere Singles
- Faija skitsoo (2012)
- Hiljainen tyttö (2012)
- Luupilla mun korvissa (2012)
- Haluan sun palaavan (2013)
- Onnelinen (2014)
- Tilttaamaan (2014)
- Paperilennokki (2014)
- Salamatie (featuring Softengine, 2016)
- Lentoon (Remix; featuring Tommy Lindgren, 2017)
- Suit That (2019)
- Drop Dead (2020)
- Sucker for That Love (featuring Saay, 2021)
- Goddess (2022)
- Magic (2022)
- Girls Like You (2023)

### Gastbeiträge
| Jahr | Titel Album     | Höchstplatzierung, Gesamtwochen, AuszeichnungChartsChartplatzierungen (Jahr, Titel, Album, Platzierungen, Wochen, Auszeichnungen, Anmerkungen) | Anmerkungen                                                                    |
| Jahr | Titel Album     | FI | Anmerkungen                                                                    |
| ---- | --------------- | --- | ------------------------------------------------------------------------------ |
| 2023 | Aina Eläintarha | FI33 (1 Wo.)FI | Erstveröffentlichung: 3. November 2023 Jambo feat. Robin Packalen              |
| 2024 | Sitä samaa –    | FI22 (2 Wo.)FI | Erstveröffentlichung: 13. September 2024 Danitello feat. Bizi & Robin Packalen |

Weitere Gastbeiträge
- Vahva / Elastinen featuring Robin (2015)
- AAAA / Elastinen featuring Robin (2016)

## Trivia
In Packalens Musikvideo zu Hula Hula hatten die Nachwuchsmusiker Eino ja Aapeli im Jahr 2017 ihren ersten Auftritt, bevor sie begannen, eigene Lieder aufzunehmen.